# Шалути
Шалути (рос. Шалуты) — станція Улан-Уденського регіону Східносибірської залізниці Росії, розташована на дільниці Заудинський — Наушки між станціями Саянтуй (відстань — 10 км) і Ганзуріно (20 км). Відстань до ст. Заудинський — 38 км, до державного кордону — 215 км.